# Qutlu-Musa-Mausoleum

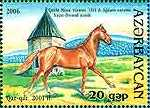
Qutlu-Musa Mausoleum auf der Briefmarke Aserbaidschans aus dem Jahr 2006

Das Qutlu-Musa-Mausoleum, genannt auch als Xaçındərbətli-Mausoleum (Chatschindarbatli-Mausoleum) ist ein mittelalterliches Bauwerk im Rayon Ağdam von Aserbaidschan.

## Geschichte und Architektur
Das Qutlu-Musa-Mausoleum, das auch als Türbe bezeichnet wird, befindet sich ca. 23 Kilometer nördlich der Stadt Ağdam in der Nähe des Dorfes Xaçındərbətli (Chatschindarbatli). Es wurde im Jahr 1314 vom Architekten Schahenzi errichtet und gilt als eines der herausragendsten Monumente der Gedenkarchitektur des mittelalterlichen Aserbaidschans.
Die Türbe ist ein Beispiel für die Verflechtung der muslimischen und christlichen Kunst im Kaukasus. Sie verfügt über einen zwölfeckigen Körper (Dodekaeder), der von einem pyramidenförmigen Zeltdach gekrönt wird und auf einem niedrig gelegenen dreigliedrigen Sockel steht. Der Innenbereich des Mausoleums besteht aus einem kreuzförmigen Grabgewölbe und einer oberen Kammer. An das mehrstufige Tropfsteingewölbe der Kammer schließen sich die Zweige des Kreuzes an. Am südlichen Ende der Konstruktion liegt in einer mehrlappigen Muschel ein Mihrab, der von einer Kette kleiner, verzierter Rosetten eingerahmt wird.
Von 1993 bis 2020 standen große Teile des Rayons Agdam, darunter das Dorf Xaçındərbətli unter armenischer Besatzung. Nach aserbaidschanischen Angaben wurde das Qutlu-Musa Mausoleum während dieser Zeit zerstört.